# Meridiano 95 este
El meridiano 95 este de Greenwich es una línea de longitud que se extiende desde el Polo Norte atravesando el Océano Ártico, Asia, el Océano Índico, el Océano Antártico y la Antártida hasta el Polo Sur.
El meridiano 95 este forma un gran círculo con el meridiano 85 oeste.

## De Polo a Polo
Comenzando en el Polo Norte y dirigiéndose hacia el Polo Sur, este meridiano atraviesa:
| Coordenadas                      | País, territorio o mar | Notas |
| -------------------------------- | ---------------------- | --- |
| 90°0′N 95°0′E / 90.000, 95.000   | Océano Ártico          | Mar de Kara |
| 81°8′N 95°0′E / 81.133, 95.000   | Rusia                  | Krai de Krasnoyarsk — Isla Komsomolets e Isla Revolución de Octubre, Tierra del Norte                                                                |
| 79°2′N 95°0′E / 79.033, 95.000   | Mar de Kara            | |
| 76°40′N 95°0′E / 76.667, 95.000  | Rusia                  | Krai de Krasnoyarsk — El Archipiélago de Nordenskiöld y el continente República de Tuvá — desde 53°22′N 95°0′E / 53.367, 95.000                      |
| 50°3′N 95°0′E / 50.050, 95.000   | Mongolia               | |
| 44°15′N 95°0′E / 44.250, 95.000  | China                  | Xinjiang Gansu — desde 41°45′N 95°0′E / 41.750, 95.000 Qinghai — desde 38°25′N 95°0′E / 38.417, 95.000 Tíbet — desde 32°19′N 95°0′E / 32.317, 95.000 |
| 29°8′N 95°0′E / 29.133, 95.000   | India                  | Arunachal Pradesh — parcialmente reclamada por China Assam — desde 27°46′N 95°0′E / 27.767, 95.000 Nagaland — desde 26°55′N 95°0′E / 26.917, 95.000  |
| 25°43′N 95°0′E / 25.717, 95.000  | Birmania (Burma)       | |
| 15°47′N 95°0′E / 15.783, 95.000  | Océano Índico          | Pasando al oeste de las islas de Breueh y Sumatra, Indonesia                                                                                         |
| 60°0′S 95°0′E / -60.000, 95.000  | Océano Antártico       | |
| 66°14′S 95°0′E / -66.233, 95.000 | Antártida              | Territorio Antártico Australiano, reclamado por Australia                                                                                            |